# Enigma Records
Enigma Records (также известная как Enigma Entertainment Corporation) была популярным рок- и альтернативным американским звукозаписывающим лейблом 1980-х годов.
Enigma Records была основана как подразделение Greenworld Distribution, независимого музыкального импортера / дистрибьютора, в 1981 году. Четыре года спустя, в 1985 году, Enigma разорвала связи с Greenworld и стала собственной компанией. Первоначально Enigma располагалась в Торрансе, Калифорния, затем Эль-Сегундо, Калифорния и, наконец, Калвер-Сити, Калифорния. Enigma была основана и управляется братьями Уильямом и Уэсли Хейнами. Джим Мартон присоединился к компании в 1984 году. Enigma сосредоточилась на панк-роке, альтернативной музыке и хэви-метале хотя она также выпускала техно (Synthicide Records), джаз (Intima Records) и классическую музыку (Enigma Classics) на дочерних лейблах.
Первым релизом лейбла стал альбом Mötley Crüe Too Fast for Love. Альбом изначально был выпущен под собственным лейблом группы Leathür Records, но производился, продавался и распространялся тем, что впоследствии стало командой Enigma Records. После того, как группа перешла на Elektra Records, было принято название Enigma Records, и все последующие исполнители выпускались под этим новым именем. Следующий крупный успех Enigma был с поп-группой Berlin.
Изначально Enigma Records распространялась через независимых импортеров / дистрибьюторов пластинок, таких как Jem Records и Important Records. В 1984 году Enigma заключила совместное предприятие с EMI America для подписания контрактов и развития новых исполнителей. Среди артистов, подписавших контракт с the venture, были Red Hot Chili Peppers и SSQ (позже переименованная в Стейси Кью и подписавшая контракт с Atlantic Records). В 1986 году Enigma перенесла свою дистрибуцию на Capitol / EMI, крупный звукозаписывающий лейбл, оставив свое подразделение Restless Records независимым дистрибьюторам, которые ранее распространяли Enigma. Poison, глэм-рок-группа, и The Smithereens были двумя из первых артистов, выпущенных в рамках совместных отношений Enigma / Capitol, оба из которых имели значительный успех. В том же году компания запустила линейку музыкальных видеоклипов, которая также распространялась Capitol.